# Stazione di Babelsberg
La stazione di Babelsberg è una stazione ferroviaria della città di Potsdam, sita nell'omonimo quartiere. È posta sotto tutela monumentale (Denkmalschutz).

## Movimento
La stazione è servita dalla linea S 7 della S-Bahn.

## Interscambi
- Fermata tram (S Babelsberg/Wattstraße, linee 94 e 99)[3]
- Fermata autobus